# Younousse Sankharé
Younousse Sankharé (Sarcelles, 10 de setembro de 1989) é um futebolista profissional senegalês que atua como meia.

## Carreira
Younousse Sankharé começou a carreira no Paris Saint-Germain.